# Baie d’Antongil
Die Baie d’Antongil (Malagasy Helodranon’ i Antongila) ist die größte Bucht von Madagaskar. 

## Beschreibung
Sie liegt an der nördlichen Ostküste der Insel und gehört administrativ zur Provinz Toamasina. Die Baie d’Antongil ist 60 km lang und bis zu 30 km breit, ihre östliche Seite wird durch die Halbinsel Masoala gebildet, auf der der Nationalpark Masoala eingerichtet wurde. Am nördlichen Ende der Bucht liegt die Stadt Maroantsetra.